# Trnava (Słowenia)
Trnava – wieś w Słowenii, w gminie Braslovče. 1 stycznia 2017 liczyła 269 mieszkańców.